# Tradición apostólica (Hipólito de Roma)
La Tradición apostólica (en griego 'Αποστολικὴ παράδοσις) es una obra atribuida a Hipólito de Roma, escrita allí en el siglo III. Más recientemente, varios especialistas datan el texto más tarde, sugiriendo que es una redacción de varios escritos de épocas que oscilan entre la mitad del siglo II y la mitad del siglo III, sin representar la práctica de ninguna comunidad cristiana particular. 
El texto contiene valiosas explicaciones de la liturgia sacramental cristiana y de las costumbres de las comunidades del período.
Es la fuente de un buen grupo de constituciones con indicaciones análogas elaboradas por otras iglesias de Oriente.

## Tradición textual
La obra se encontró en las colecciones copta, etiópica y árabe de los textos del Sínodo de la Iglesia de Alejandría. Este conjunto de textos era conocido también como Cánones de los apóstoles y contenía escritos como los Cánones apostólicos, Constituciones apostólicas y la Didascalia. Inicialmente fue llamada Constitución de la Iglesia egipcia. 
Hay también un manuscrito bastante completo de una versión latina, datada en el siglo IV. Según Quasten el texto sigue tan fielmente el griego que podría reconstruirse este a partir del latín.
No se tiene un manuscrito completo del original griego.